# Stereodon subdemissus
Stereodon subdemissus là một loài Rêu trong họ Hypnaceae. Loài này được (Schimp. ex Besch.) Broth. ex Paris miêu tả khoa học đầu tiên năm 1909.